# Getijdenboek naar Geert Grote

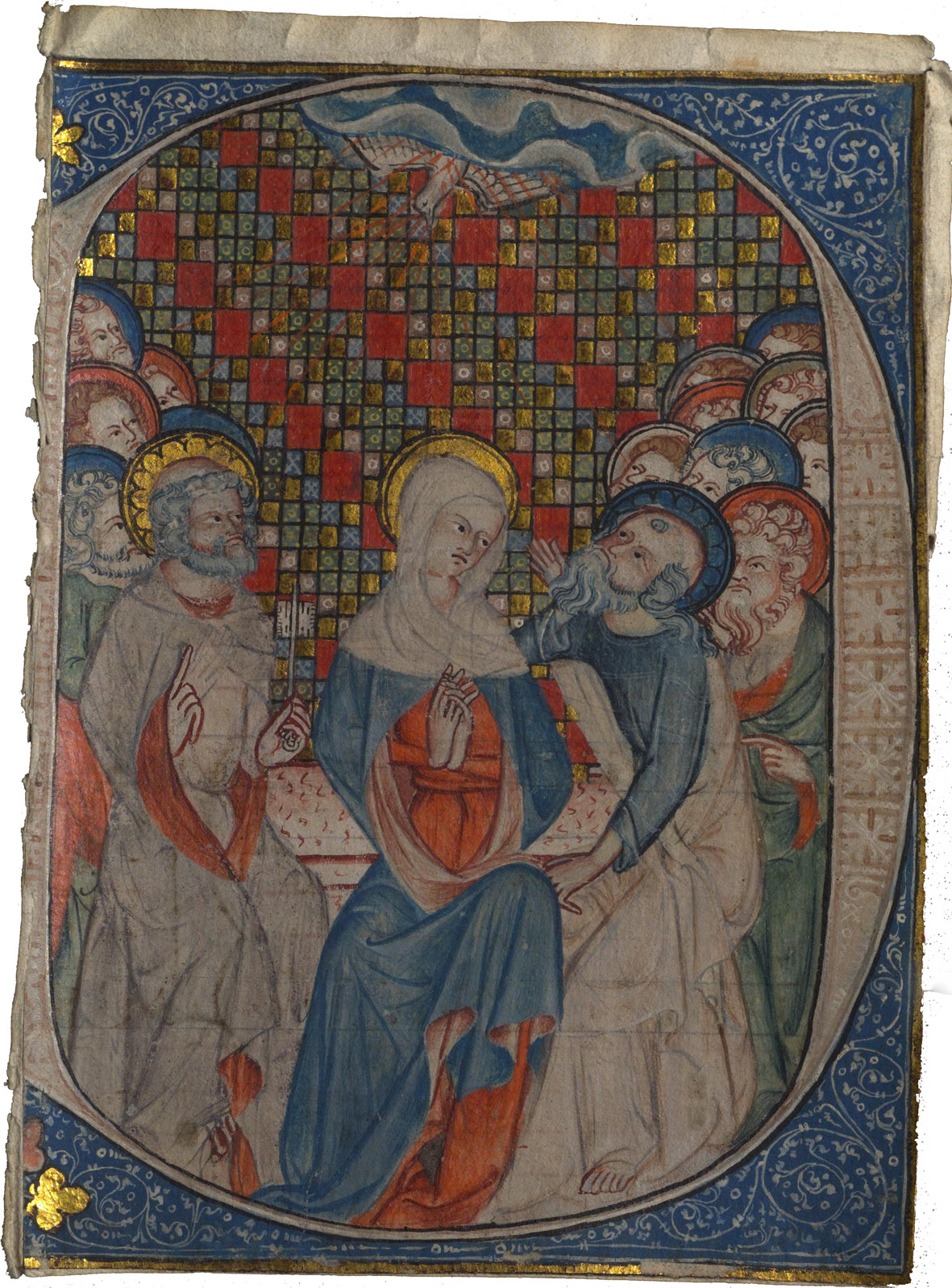
Codex 1117 f0r, Miniatuur uit een koorboek uit de veertiende eeuw vooraan in het getijdenboek toegevoegd

Het Getijdenboek naar Geert Grote, Codex 1117 Diocesane-  en Dombibliotheek in Keulen is een verlucht getijdenboek van het einde van de veertiende – begin vijftiende eeuw, geschreven in het Middelnederlands naar de tekst van het getijdenboek dat door Geert Grote werd vertaald uit het Latijn. Het handschrift dat in dit artikel wordt beschreven is de codex 1117 van de Diocesane-  en Dombibliotheek in Keulen.

## Beschrijving
Het handschrift is samengesteld uit 153 folia van zeer fijn perkament. De codex is ±171 mm hoog en ±112 mm breed. Het boekblok bestaat uit 19 katernen met in totaal 153 folia.
De samenstelling ziet er volgens de notatie van Chroust als volgt uit: III6 + IV+115 + 3IV39 + IV+148 + IV56 + IV+165 + IV73 + 3IV+1100 + III106 + 2IV+1126 +3IV148 + III-1153. Het gebruikte perkament is van zeer goede kwaliteit, zeer fijn en werd niet gekalkt. De bladsnede is verguld. De schriftspiegel bedraagt gemiddeld 102 x 71 mm en bestaat uit 22 lijnen. Voor de kalender is dit 122 x 82 mm. Het manuscript is ingebonden in een laatbarokke Franse band van het begin van de 18e eeuw, van wijnrood gekleurd geitenleder op karton. Het werd geschreven in een littera textualis formata in een West-Hollandse versie van het Middelnederlands.
Er waren twee kopiisten betrokken bij het maken van het handschrift; de eerste schreef de folia 1 tot en met 106, de tweede van folium 107 tot 153.

## Herkomst
Volgens de catalogus van de Dombibliothek zou het handschrift gemaakt zijn omstreeks 1500 en geschreven door Heinrich von Köln (alias von Zonsbeck).  De aanduiding van Heinrich von Köln of Zonsbeck als kopiist is gebaseerd op de analogie in de verluchting tussen Codex 1117 en het Graduale van de abdij Gross St. Martin te Keulen uit het jaar 1500. Dit graduale bevat een colofon van Heinrich von Köln maar het is zeer twijfelachtig of hij inderdaad betrokken geweest is bij het schrijven van dit getijdenboek en dat het geschreven werd in de benedictijnenabdij van Groß St. Martin.
Uit een Catalogus rev. patrem et fratrem qui in monasterio s. martini maioris intra primam saeculi .xvi. partem mortui sunt, geschreven door een monnik Hubert Holthuisen, blijkt dat deze Heinrich een vrij bewogen leven had.  Hij beschreef dat Heinrich van Keulen in zijn jeugd een begaafd musicus en koorzanger was in het koor van de kathedraal van Keulen. Later zong hij in het koor van de kerk van Deventer. Daar kwam hij in een slecht en losbandig milieu terecht. Terug in Keulen trad hij toe tot het klooster van “Gross St. Martin” maar verviel na korte tijd in zijn slechte gewoontes. Na een jaar of tien werd hij opgesloten in de kerker. Het is daar, tijdens de veertig jaar die hij in de cel doorbracht, dat hij zich zal bezighouden met het kopiëren van grote koorboeken maar ook van devote werken in  het Latijn en in de landstaal. Niet lang voor zijn dood werd hij, op voorspraak van Holthuizen, bevrijd en mocht hij weer deelnemen aan het kloosterleven. Maar hij verviel weldra in zijn oude fouten en werd terug opgesloten. Hij overleed in 1533 op 76-jarige leeftijd. Een werk dat hij in een colofon signeert is het “Graduale van de abdij Gross St. Martin te Keulen” dat bewaard wordt in de Erzbischöfliche Diözesan- und Dombibliothek in Keulen als codex 1519.
De onderzoekers van het handschrift komen evenwel tot de conclusie dat het waarschijnlijk gemaakt werd in de noordelijke Nederlanden en denken eerder aan Delft of Utrecht als plaats waar het handschrift ontstond.

## Geschiedenis
Het handschrift zou afkomstig zijn uit de bibliotheek van baron Jean-Paul Jérome Bignon (1662-1743) die tussen 1718 en 1741 ‘bibliothécaire du roi’ was onder Philips van Orléans en onder Lodewijk XV.  De bibliotheek van Bignon (50.000 banden) werd waarschijnlijk op 11 september 1721 verkocht aan de financier Jean Law. Hiervan werden ongeveer 35.000 werken terug gekocht door kardinaal Dubois in 1723. De bibliotheek van Dubois werd dan op 27 augustus 1725 geveild. Op deze veiling werden 300 werken, meestal gedrukte boeken maar ook handschriften, gekocht door de verzamelaar Johan Jakob von Broich (±1678 -1728). Het is ook mogelijk dat de partij voor hem gekocht werd door J.H. Linterman. Broich was ‘oberambtmann’ in Schleiden en Saffenburg en ‘syndicus’ van de ‘Niederrheinisch-Westfälischen Grafenbank’.
Broich vermaakte zijn fortuin aan een nog op te richten ‘Priester-Seminar’ in Keulen en zo kwam het handschrift in de bibliotheek van deze instelling terecht. Door de omvorming van deze bibliotheek tot ‘Aartsbisschoppelijke diocesaan bibliotheek’ is het werkje dus op zijn huidige stek terechtgekomen.

## Tekst
Geert Grote zou tussen 1380 en 1384 een aantal “devotieboekskens” vertaald hebben van het Latijn naar het Middelnederlands, in de periode dat hem verboden was te prediken door bisschop Floris van Wevelinkhoven. Er is nergens materieel bewijs gevonden dat toe laat te stellen welke getijden Geert Grote zelf vertaald heeft en welke vertalingen afkomstig zijn van zijn opvolgers de Moderne devoten en van de grote promotoren van het getijdenboek in de volkstaal, de Congregatie van Windesheim.
Biografen en tijdgenoten van Geert Grote geven ook geen uitsluitsel, Thomas a Kempis (ca. 1380 -1472) noemt in zijn Vita Gerardi Magni (Het leven van Geert Grote) alleen specifiek de Mariagetijden en voor het overige spreekt hij van de ‘gebruikelijke” gebeden. Volgens Petrus Horn (1424-1479) zou het gaan om de Mariagetijden, de getijden van de Heilige Geest, Het Heilig Kruisgetijde, de Boetepsalmen en de Vigilie van de doden. Horn heeft het ook over glossen die Geert Grote zou hebben toegevoegd om bepaalde vertalingen te verduidelijken. Rudolf Dier van Muiden (1384-1458) vermeldt het Mariagetijde, de Boetepsalmen en de Vigilie van de doden en ook hij spreekt over glossen. Deze laatste vermeldt trouwens ook dat Geert Grote de litanie zelf had samengesteld. Johannes Busch (1399-1480) vermeldt de Mariagetijden,  die van de H. Geest en van de Eeuwige Wijsheid, de Boetpsalmen en de Vigilie.

In een handschrift van de Paulinische Bibliotheek in Munster stond aan het eind van de vigilie van de doden de volgende tekst: 
Hier ghaet wt die vigilie ouergheset wt den latine in duusche van meister gheride den groten. Ende waert gheeindet doemen screef. Mo CCCo ende. XCVIIJ. des saterdaghes na sunte pawels bekeringe des god ghelouet si in ewicheit . vor weliken scrijver ic beghere werden ghebeden op dat ons god alle moet bekeren. Amen
Dit naschrift, op het einde van het originele handschrift, bevestigt de eerder geciteerde uitspraken van Geert Grotes biografen.

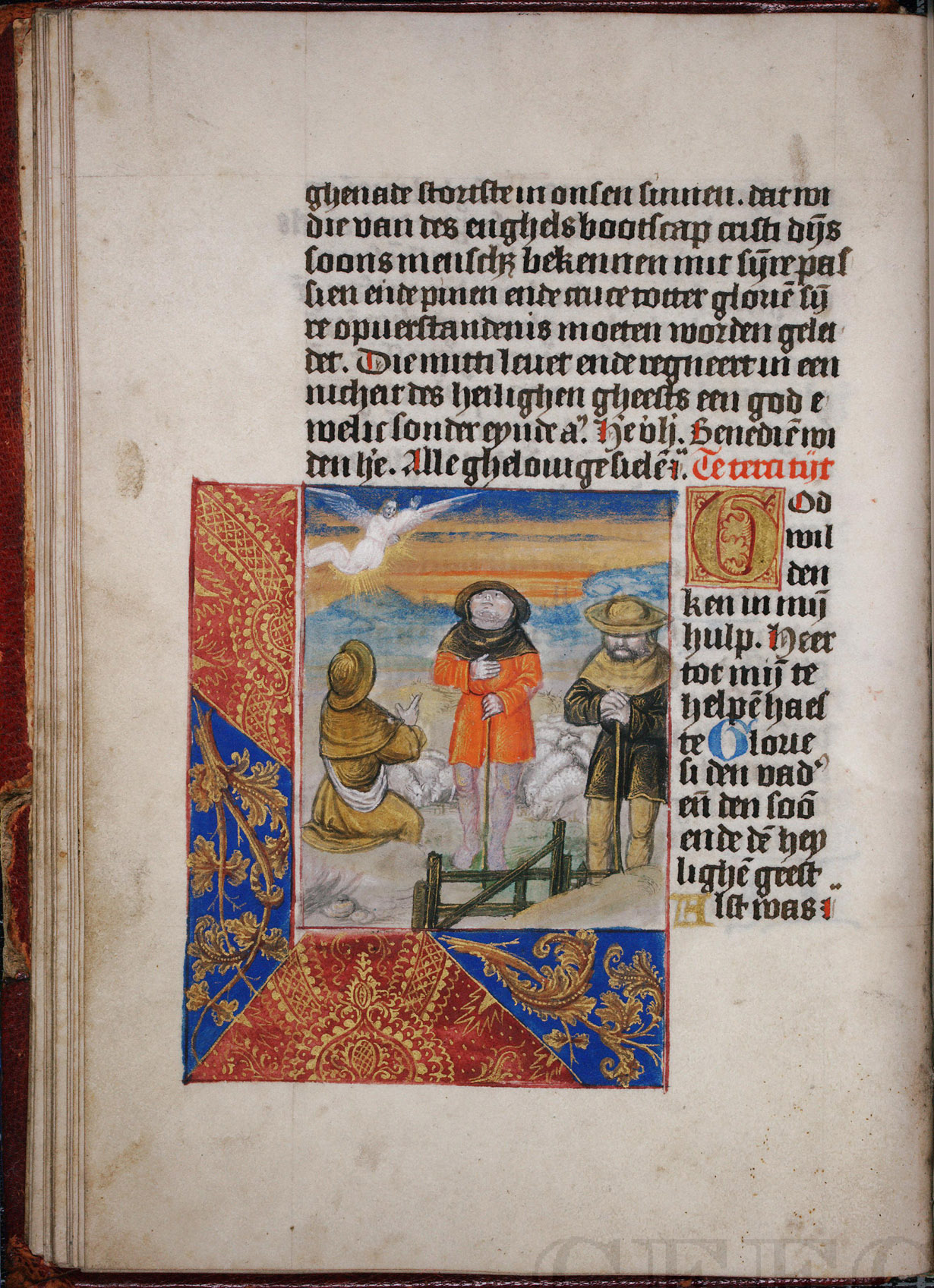
Cod. 1117, f24v, Aankondiging aan de herders, bij de terts van het Mariagetijde

## Verluchting
K.H. Broekhuijsen wijst in haar studie het handschrift eenduidig toe aan de “Zwarte-ogen-meesters” en meer bepaald aan de Marciana-meesters. Alleen de miniatuur op fol 107v met de badende Bathseba bij het begin van de boetepsalmen blijkt duidelijk van een andere hand te zijn. Naast de donkere schaduwen die de afgebeelde figuren rond de ogen meekregen geeft zij als typerende elementen de gedrongen figuren met langgerekte gezichten of de verkorte gezichten van naar boven starende figuren zoals op de “Aankondiging aan de herders” bij het begin van de terts van het Mariagetijde, de volblad miniatuur aan het begin van de Kruisgetijden, en de Pinkstervoorstelling bij het begin van de getijden van de Heilige Geest. Om de beweging te suggereren beelden deze meesters de figuren af met gebogen knieën wat het gedrongene nog versterkt. De groep is genoemd naar een handschrift dat zich bevindt in de Biblioteca Marciana in Venetië.
De marges zijn versierd met acanthusranken, bloemen, vruchten, kevers, vlinders, vogels, draken en menselijke figuren. De marges zijn verlucht in de Gents-Brugse stijl, waarin de randversiering op een gekleurde ondergrond wordt uitgestrooid en door het weergeven van schaduwen diepte aan het beeld wordt gegeven. Hier en daar worden de marges onderverdeeld in geometrische figuren en de miniaturist maakt ook gebruik van textieltexturen voor de margedecoratie.
Voor de sierinitialen worden acanthusranken maar ook vechtende draken (fol. 71v, 83v, 85v, 88v), gezichten (fol 69v, 84v) en een keer vechtende mannen gebruikt (fol. 87v).
Tientallen tekstbladen zijn versierd met gouden rankmotieven etc. Bijna alle tekstblokken bevatten gekleurde of gouden initialen. De gouden rankmotieven worden evenals de vergrote initialen gebruikt om de aanvang van belangrijke gebeden aan te duiden.

## Inhoud
Het Keulse getijdenboek heeft de volgende samenstelling:
- De kalender
- De getijden van Onze Lieve Vrouw
- Het officie van het Heilig Kruis
- De getijden van de eeuwige wijsheid
- Het officie van de Heilige Geest
- Diverse gebeden en gebeden tot de heiligen
- De zeven Boetepsalmen en de Litanie
- Dodenofficie of 'Vigilie van negen lezingen'

De eerste folium in de codex is een miniatuur die de nederdaling van de H. Geest voorstelt. (fol 0r). Ze behoort eigenlijk niet tot de originele codex maar stamt uit een koorboek van de 14e eeuw en werd later in het getijdenboek gekleefd zoals gemeld op de achterzijde (fol 0v)
De eigenlijke codex begint met een kerkelijke kalender gebaseerd op de kalender van het bisdom Utrecht.
Elke sectie, getijden, gebeden etc., wordt voorafgegaan door een volbladminiatuur op de verso zijde en door een gehistorieerde initiaal (12 lijnen hoog) en margeversieringen op de recto zijde.

### De kalender
Zoals alle getijdenboeken bevat ook het Keulse handschrift een eeuwigdurende kerkelijke kalender die de cyclische kerkelijke feestdagen en de feestdagen van de heiligen aangeeft.
Er is een bladzijde per maand gebruikt en de kalender is niet versierd of geïllustreerd op de sierinitialen KL boven aan elke bladzijde na. De kalender is niet van het Franse type maar bevat alleen de bijzondere heiligen of feesten zoals gebruikelijk was in de Bourgondische Nederlanden (Vlaamse kalender).
Elke kalenderbladzijde bevat drie kolommen, de eerste met het gulden getal of  (numerus aureus),  de tweede met de zondagsletter (littera dominicalis) en de derde met de naam van de heilige die op de gegeven dag gevierd wordt of de naam van het kerkelijk feest. Aan de hand van de informatie in de eerste twee kolommen kan de paasdatum berekend worden. De paasdatum is immers, in tegenstelling met de feestdagen rond kerstmis, variabel en dus niet rechtstreeks opgenomen in de kalender.
De kalender is blijkbaar gebaseerd op de kalender gebruikelijk in het bisdom Utrecht. Vele van de heiligen die in het bijzonder in Utrecht vereerd worden zijn opgenomen in de kalender. De typisch Keulse heiligen Caspar, Melchior en Balthasar (de drie koningen) waarvan de relikwieën zouden bewaard worden in de Keulse kathedraal worden niet vermeld. Ook andere Keulse heiligen zoals Kunibert, Heribert, Albertus Magnus, Adelheidis, Cassius & Florentinus, Beda, Odulphus, Albinus en nog vele andere hebben geen plaats gekregen in de kalender.
De voor de gebruiker van het getijdenboek belangrijke feesten of heiligen zijn gerubriceerd. Ook bij nazicht van de gerubriceerde heiligen vindt men algemeen vereerde heiligen zoals de apostelen terug, maar ook specifiek aan Utrecht gebonden heiligen zoals (namen zoals gespeld in de kalender): Pontianus (14 januari), Servaes (13 mei, ook op de kalender van Luik),  Bonifaes (5 juni, ook in diverse Duitse kalenders, niet in Keulen),  Odulphus (12 juni), Lebuijn (26 juni), Louwerijs (10 augustus, ook in Keulen), Jeroen (17 augustus), Lambrecht (17 september), Mauritius en zijn gezellen (22 september), Remigius ende Bave (Bavo 1 oktober), Victor ende Gereon (10 oktober, Gereon is een Keulse heilige), Willibrordus (7 november), Martijn (11 november) en Lebuijn (12 november). Heiligen die wel in Keulen maar niet in Utrecht speciaal vereerd worden, vinden we niet terug bij de gerubriceerde heiligen. Men kan hieruit besluiten dat het getijdenboek niet bedoeld was voor gebruik in het diocees van Keulen maar wel voor het gebruik in het diocees van Utrecht. Bavo wijst dan weer in de richting van Haarlem.
Opmerkingen.
In de lijst van de gevierde heiligen of feesten komt de term “Botuast” voor in de plaats van ‘Vigilie’.  “Botvast” is een Middelnederduits woord voor 'Vigilia'. Kalenders in het Middelnederlands gebruikten de term vrij frequent omstreeks 1500. ‘Bot’ staat voor boete en ‘vast’ staat voor vasten.  Vigilies associëren met boet-vasten  getuigt van een wijziging in de religieuze mentaliteit typisch in Noord-Europa, inclusief Scandinavië. De scheidingslijn waarboven “botvast” populair werd valt ongeveer samen met de grens van het oude Romeinse rijk, dezelfde lijn waar de wijncultuur omschakelt naar biercultuur.

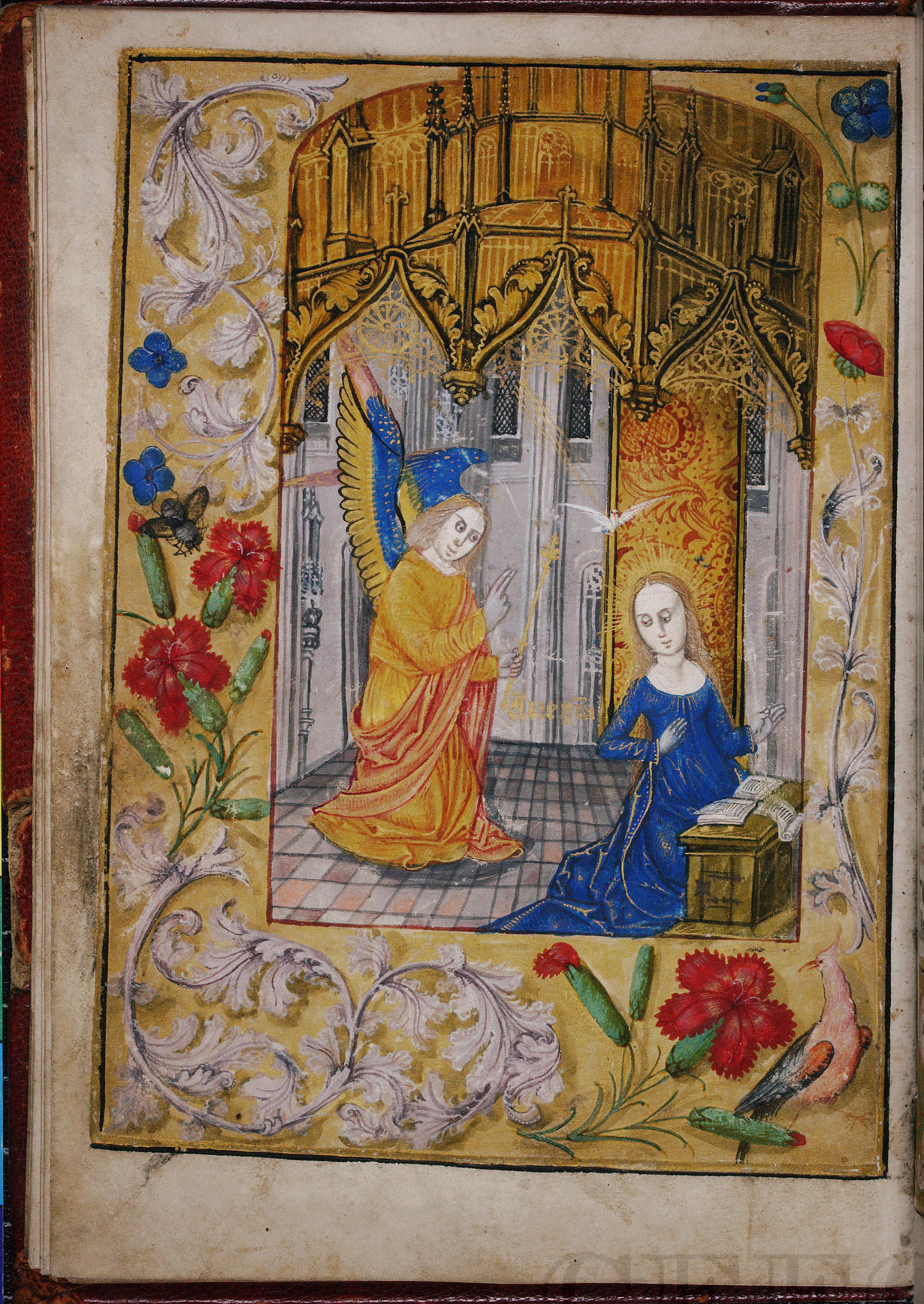
Annunciatie bij het begin van de Mariagetijden

### De getijden van Onze-Lieve-Vrouw
De Mariagetijden bestaan uit een reeks gebeden ter ere van de Heilige Maagd die sinds de negende eeuw aan het einde van het koorgebed werden toegevoegd. De verdeling over de acht gebedsstonden werd gehandhaafd wanneer het ‘Klein officie van Onze Lieve Vrouw’ in de loop van de dertiende eeuw in het getijdenboek werd opgenomen.
De inhoud bestaat uit psalmen, hymnen en gebeden die al bij al weinig met Maria van doen hebben, maar toch nam men, in Frankrijk en de Nederlanden, de gewoonte aan om voor de verluchting een aantal gebeurtenissen uit het leven van Maria te gebruiken.
Verluchting
Het Mariagetijde wordt voorafgegaan door een volblad miniatuur op folio 7v. De miniatuur staat in een rechthoekig frame met bovenboog. Deze bovenboog kwam in de mode vanaf de tweede helft van de 15e eeuw. De miniatuur stelt zoals gebruikelijk de annunciatie voor. De maagd zit links onder een gotisch kerkgebouw. Ze zit geknield aan een bidstoel en voor een eredoek op de achtergrond. De aartsengel Gabriël aan haar rechterzijde houdt een scepter in zijn linkerhand. Onderaan de scepter staat in het goud ‘Ave Maria’ (Maria is met abbreviatie geschreven). Boven de maagd zien we de Heilige Geest in de vorm van een duif en een bundel gouden stralen daalt neer op de maagd vanuit het boogvenster aan haar rechterzijde waarachter men God de Vader kan vermoeden. Rondom de miniatuur is een randversiering aangebracht met acanthusbladeren, bloemen insecten en vogels. 
Op de tegenoverliggende bladzijde (folio 8r) vinden we in het tekstblok, dat met een gelijkaardige randversiering is afgeboord, een voorstelling van Maria met het Christuskind op de schoot, binnen een in acanthusranken uitgevoerde letter H.
Binnen het Mariagetijde worden de specifieke gebedsstonden ingeleid met een miniatuur van 14 lijnen (tenzij waar anders gemeld) hoog op ongeveer ¾ van het tekstblok breed.
- metten: De annunciatie (fol 7v) en Maria met kind (fol 8r)
- Lauden: Visitatie (fol 15r)
- priem: Geboorte van Christus (fol 21v)
- terts: Verkondiging aan de herders –13 lijnen hoog (fol 24v)
- sext: Aanbidding der Wijzen (fol 27r)
- none: Opdracht in de tempel (fol 29v)
- Vespers: De vlucht naar Egypte (fol 32r) gedeeltelijk uitgewist
- Completen: De kroning van Maria (fol 36r)

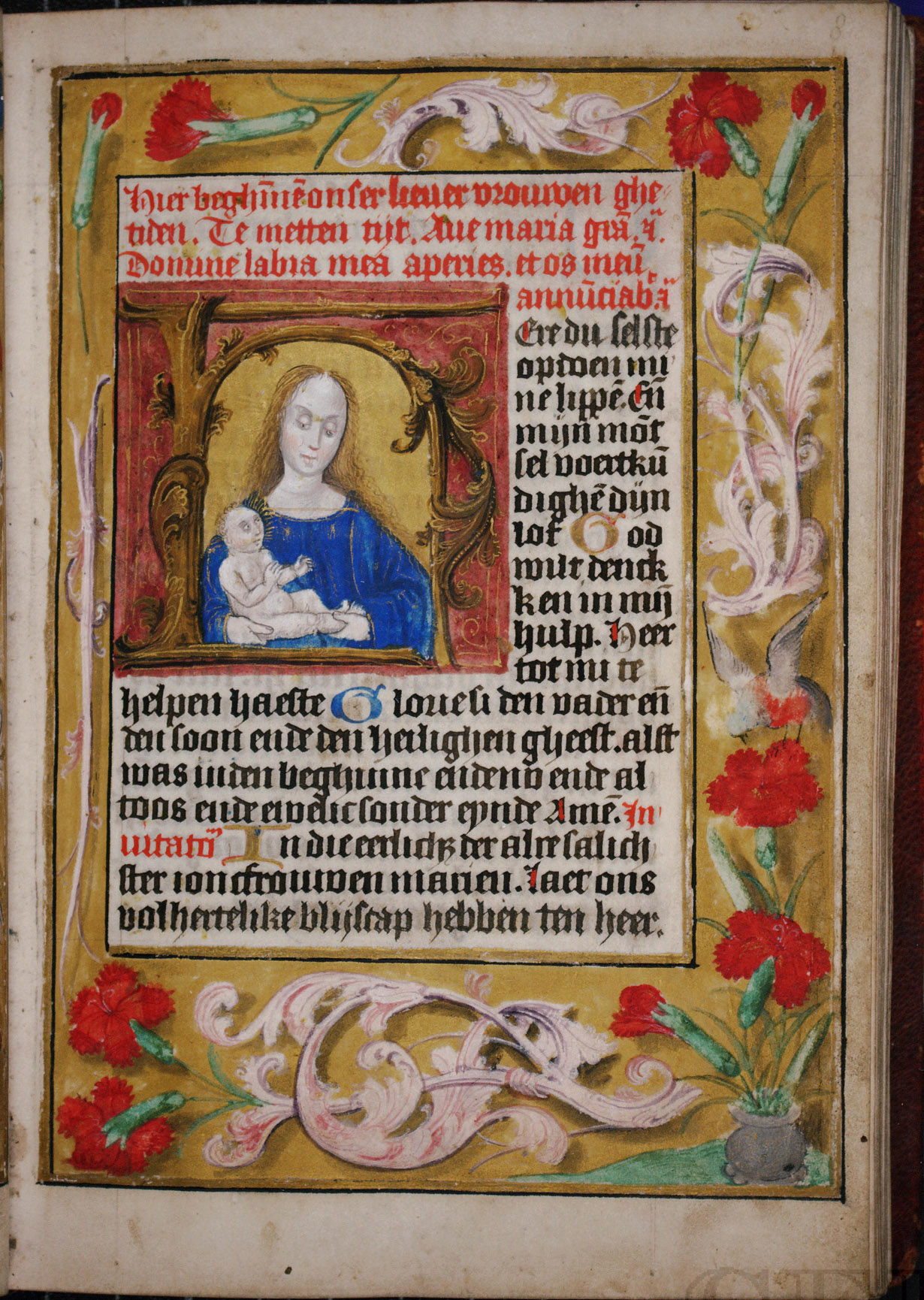
Begin van de Mariagetijden, gehistorieerde initiaal
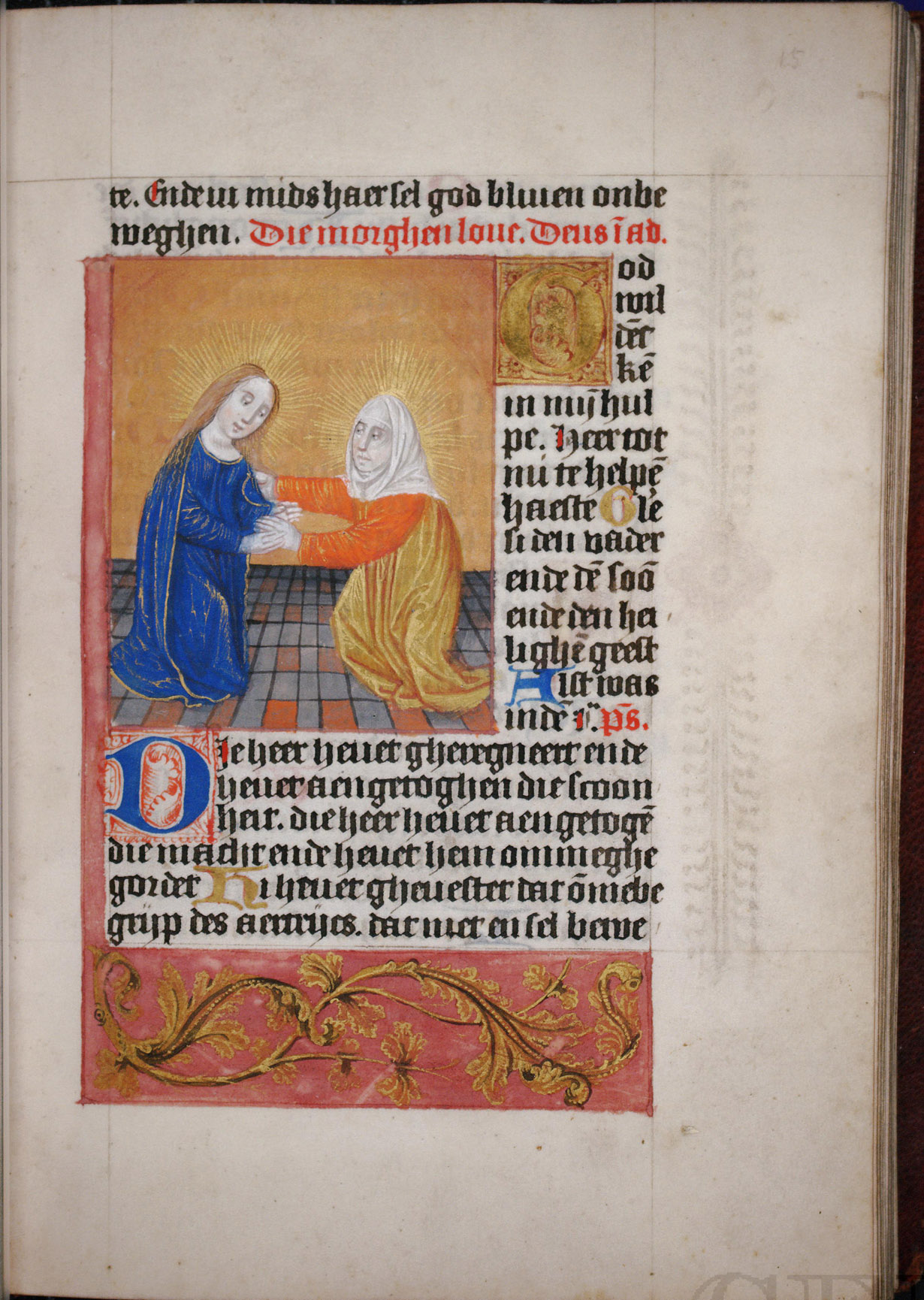
Lauden: visitatie
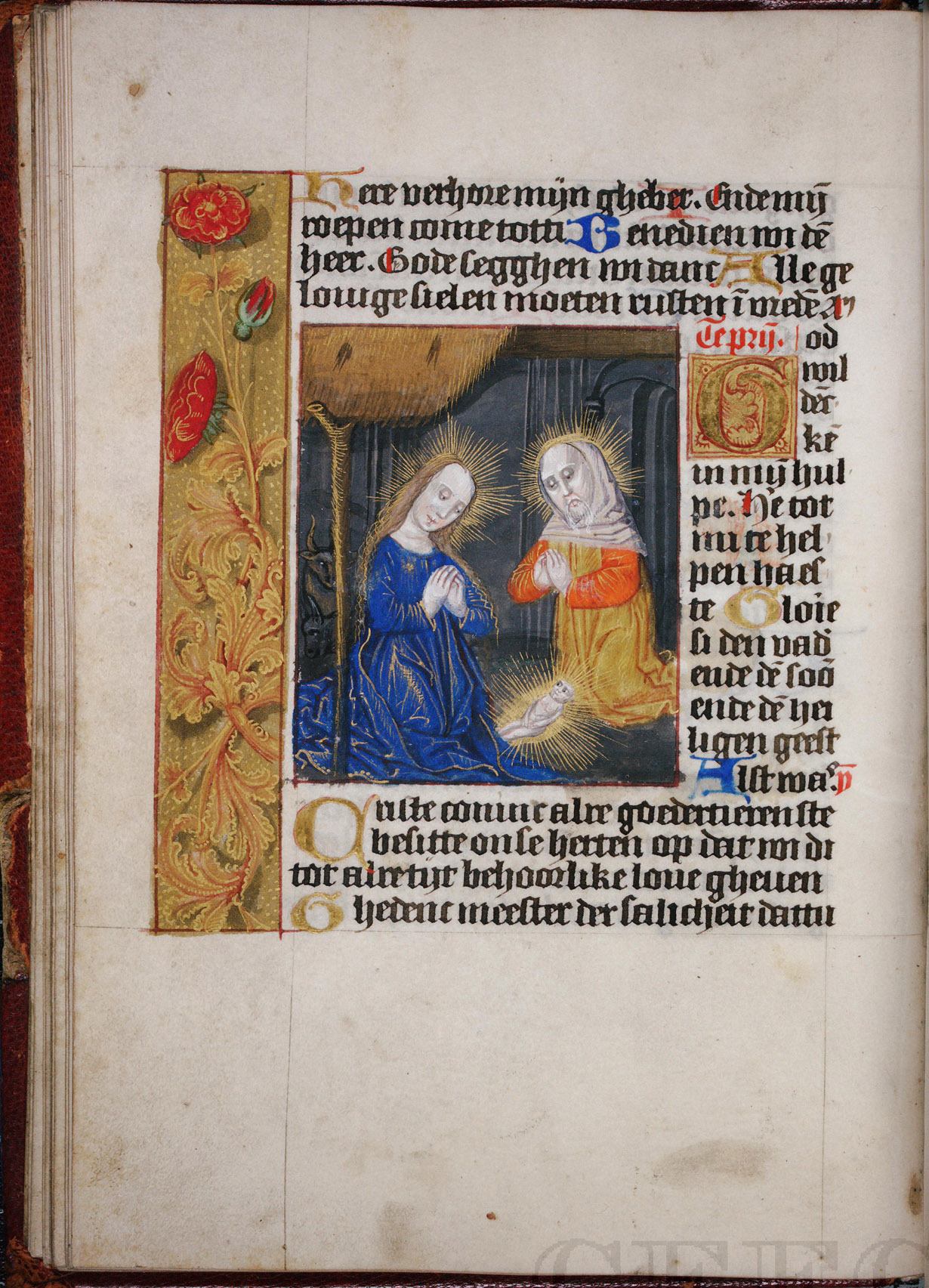
Priem: kerstgebeuren
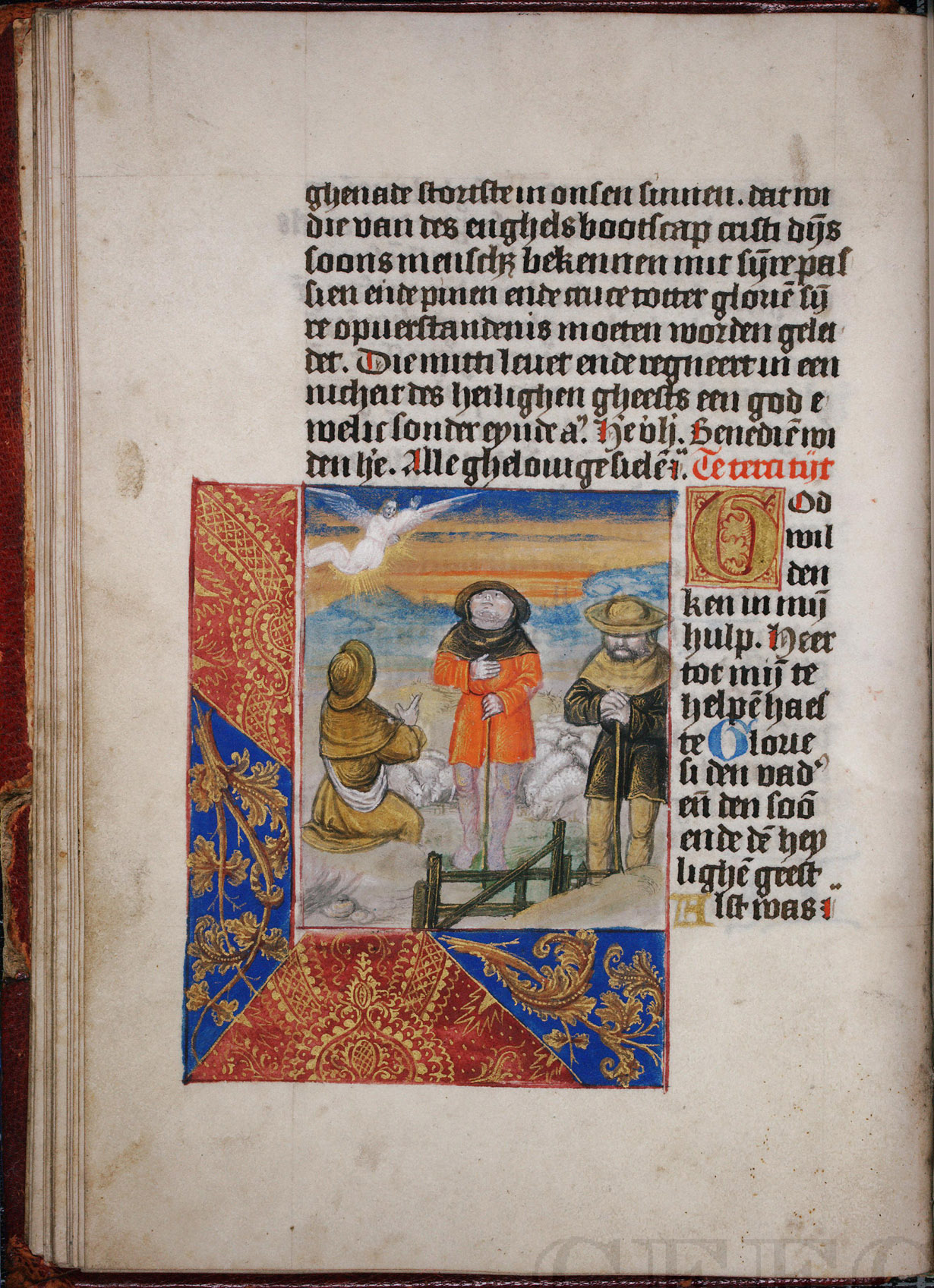
Terts: verkondiging aan de herders
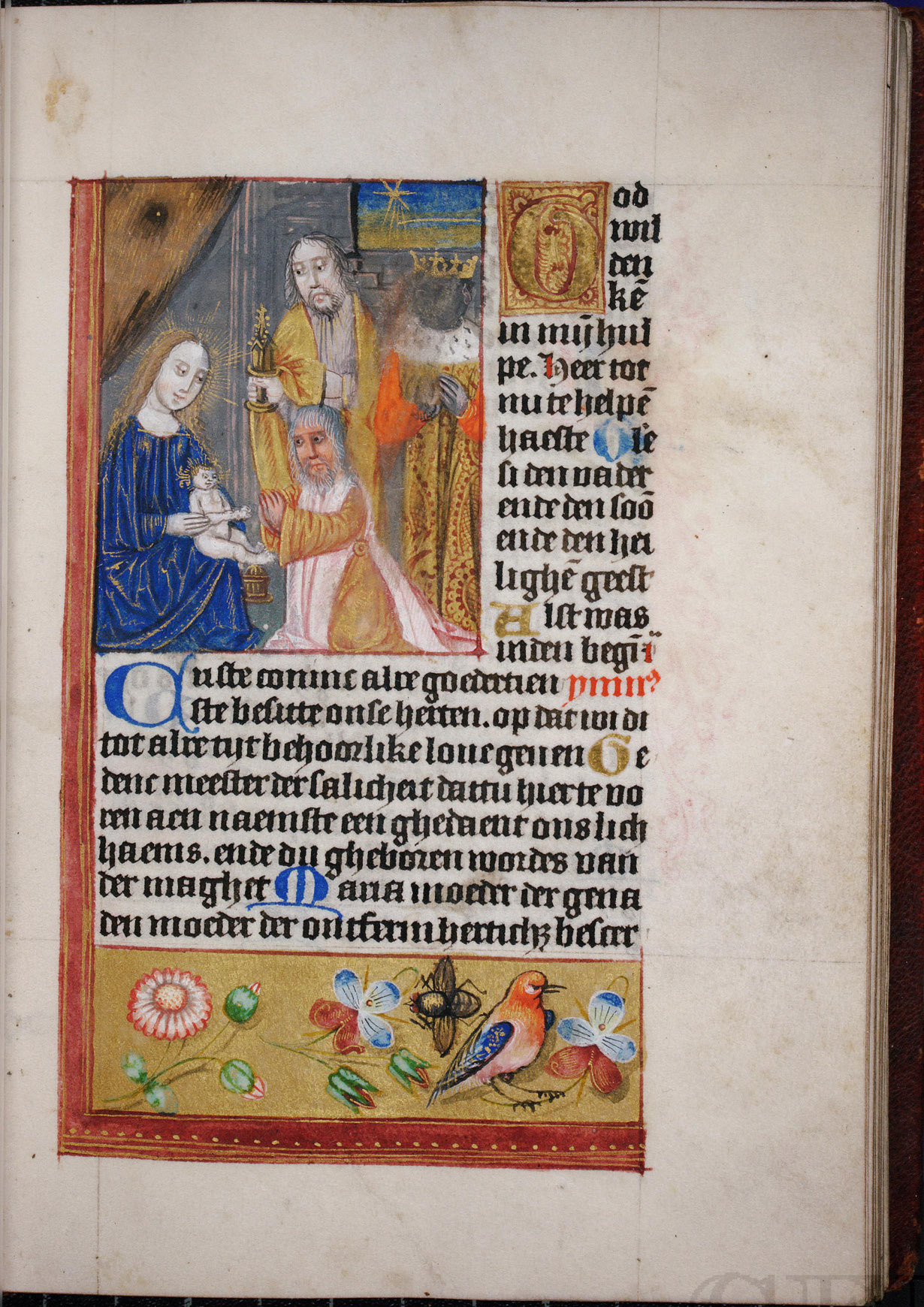
Sext: aanbidding der wijzen
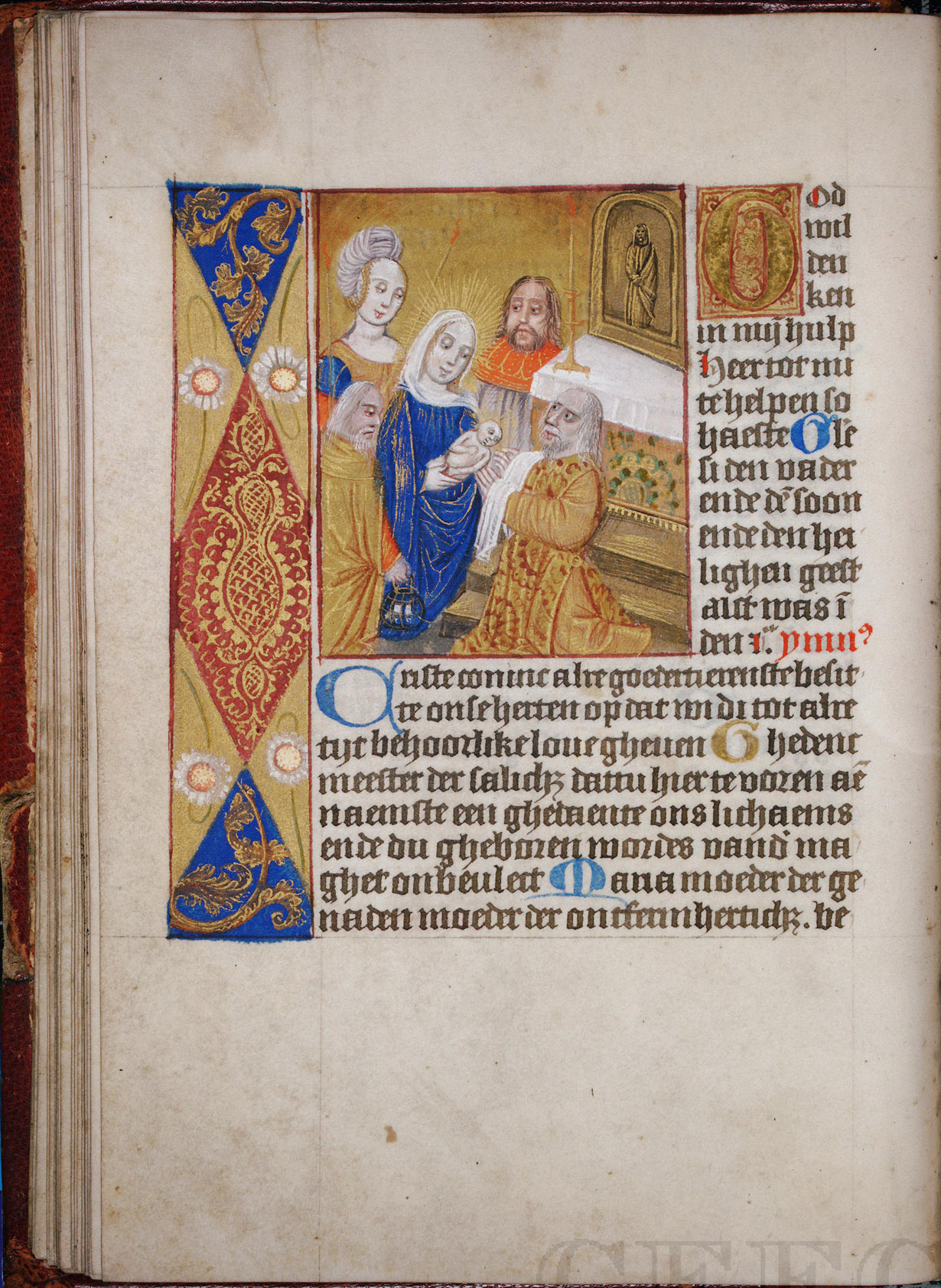
None: opdracht in de tempel
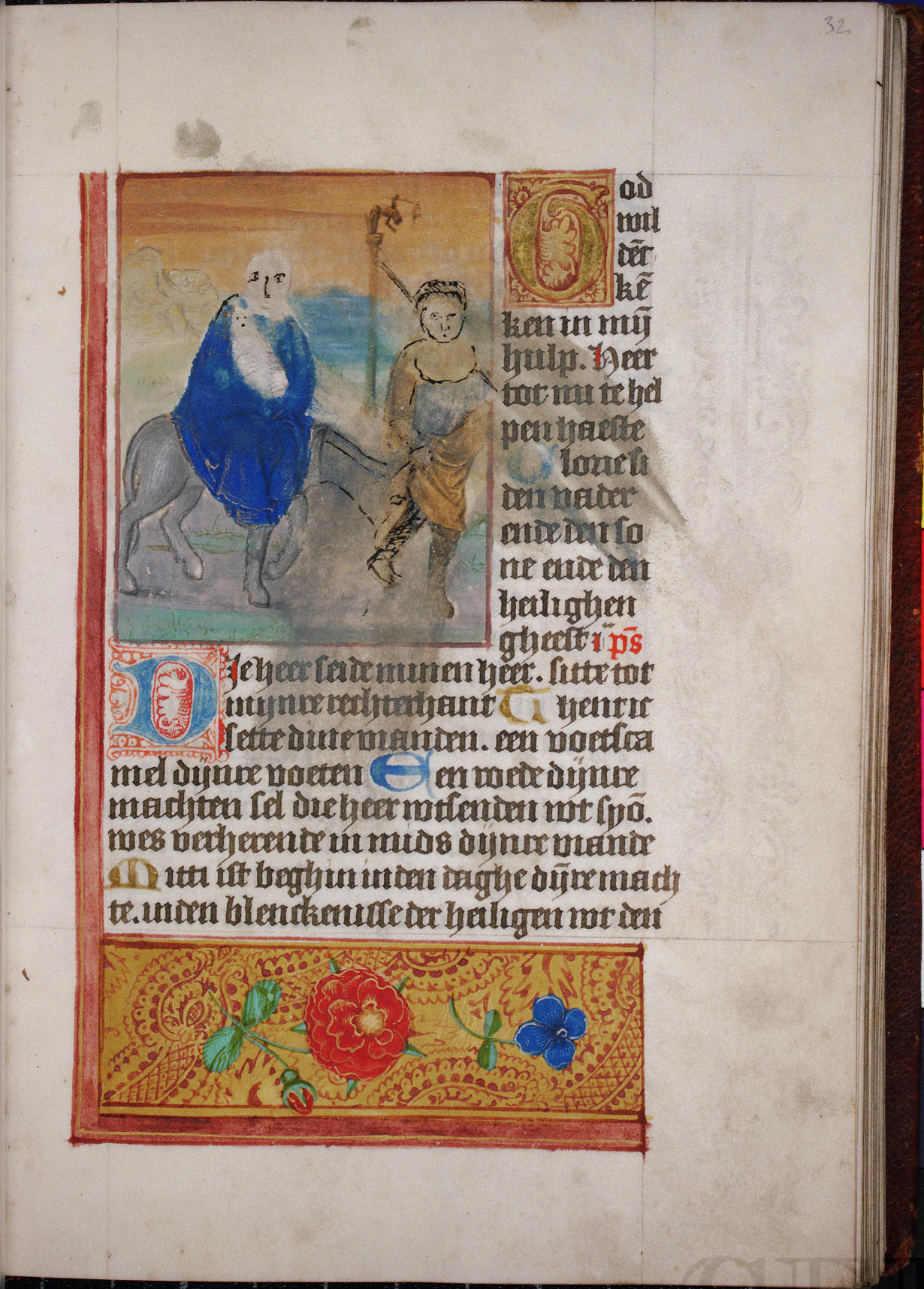
Vespers: vlucht naar Egypte (beschadigd)
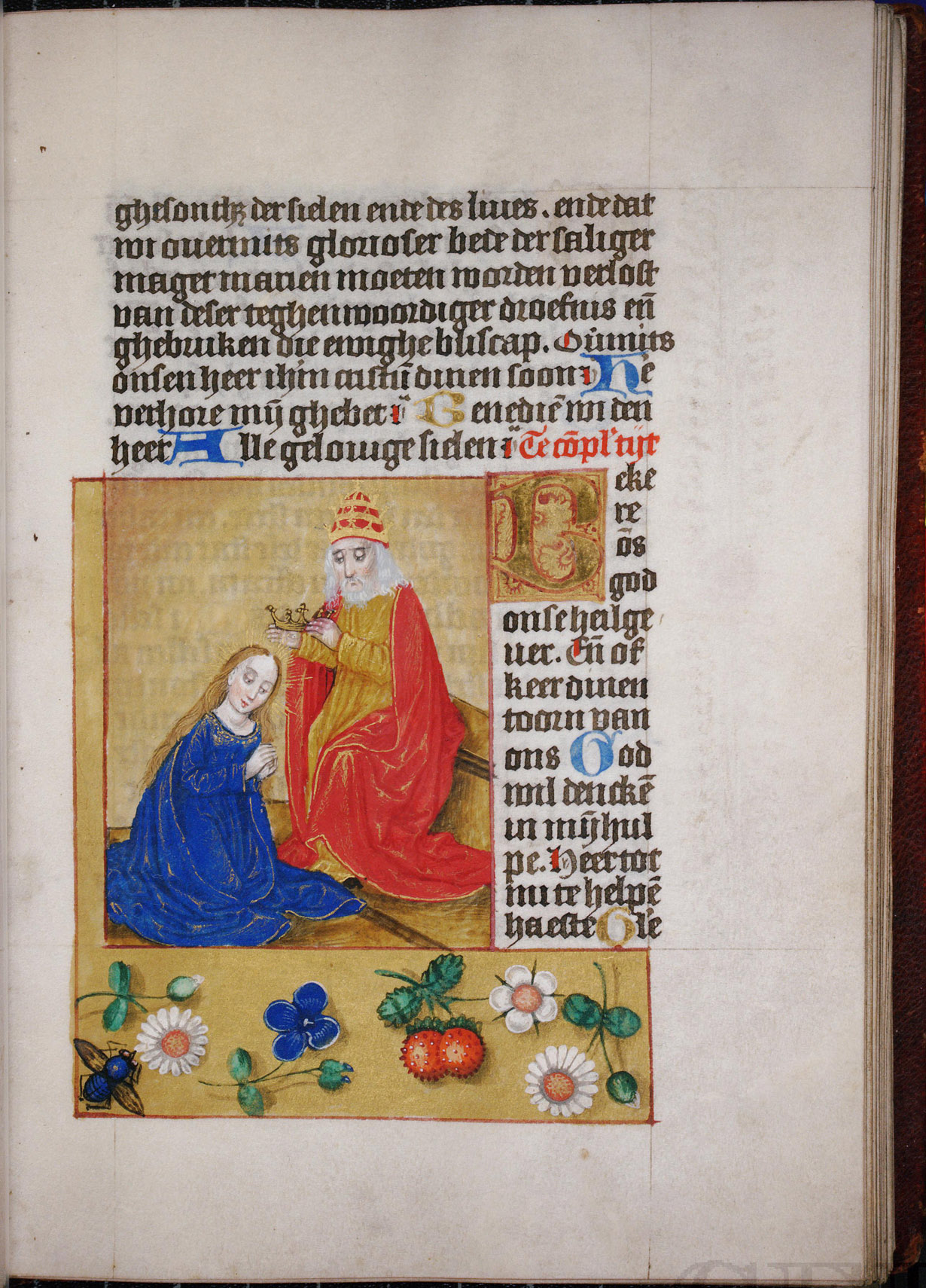
Completen: kroning van Maria

De illustratiecyclus komt overeen met wat men de ‘gebruikelijke Franse versie’ voor de getijden van Onze Lieve Vrouw noemt. In de Vlaamse traditie werden de vespers meestal voorafgegaan met de ‘Moord op de onnozele kinderen’ en de completen met de ‘Vlucht naar Egypte’.
De psalmen worden steeds ingeleid met een lombarde van 3 lijnen hoog, versierd met penwerk. Ofwel loopt het penwerk door in de marge, ofwel is de marge versierd met in goudinkt uitgevoerd penwerk. De kantieken en/of hymnen (Hymnus Ambrosianus, Canticum Zachariae, Magnificat,  Salve Regina, Isaias profetie etc.) worden soms behandeld als de psalmen in andere gevallen dan weer met een vergrote lombarde.
De andere onderdelen zoals lessen (lezingen), kapittel gebed, hymnen, het Onzevader en de collecta’s worden ingeleid met een vergrote lombarde van 2 lijnen hoog. Een initiaal “I” wordt dikwijls 8 lijnen hoog in de marge uitgevoerd. Op bepaalde plaatsen heeft de scribent dit blijkbaar vergeten (bv. de collecta van de sext).

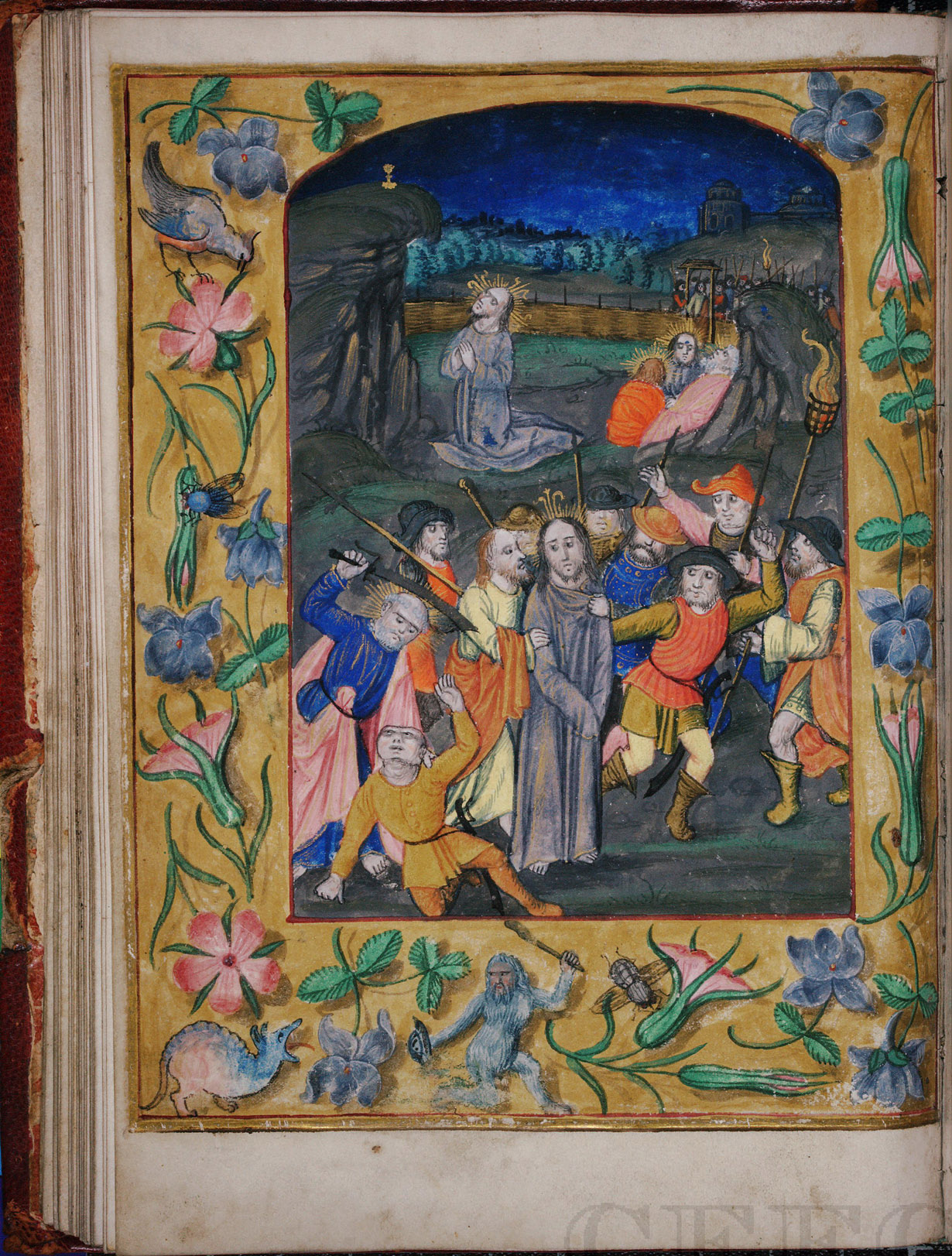
Codex 1117 f40v, de gevangenneming van Christus

### Officie van het Heilig Kruis
In de getijdenboeken komen we zowel Korte- als Lange Getijden van het Heilig Kruis (en van de Heilige Geest) tegen. De korte getijden van het Heilig kruis en van de Heilige Geest volgen elkaar normalerwijze op. De korte uren komen niet voor in handschriften van voor de tweede helft van de 14e eeuw. Afgaande op hun gelijkaardige vorm lijkt het evident dat ze samen ontstaan zijn en geschreven door dezelfde auteurs.
Naast de getijden van het Heilig Kruis en de getijden van de Heilige Geest bestaat er een officie (lange getijden) dat veel minder voorkomt. Het bevat de normale sequentie van gebeden met drie lessen, psalmen etc. bij elk van de uren. In sommige handschriften komen beide voor. De lange getijden van het Heilig Kruis worden in het Engels ‘The hours of the passion” genoemd en ook in het Nederlands komt men vaak de benaming “Getijden van de Passie” tegen.
In het Keulse getijdenboek vinden we de ‘lange’ vorm van de kruisgetijden.
Verluchting
De metten worden ingeleid met een volblad miniatuur (folio 40v) die de gevangenneming van Christus voorstelt.
In het bovenste deel van de miniatuur zien we Christus in gebed in de ‘Hof van Ghetsemane’ en de drie leerlingen die in slaap gevallen zijn. In de linkerbovenhoek kan men de lijdenskelk opmerken en rechts boven komt Judas met de knechten van de hogepriester aan om Christus gevangen te nemen. In de onderzijde van de miniatuur zien we Christus vastgehouden door Judas (aan zijn rechterzijde) die hem net de verraderskus gegeven heeft en we zien Petrus die met zijn zwaard het oor van Malchus, de knecht van de hogepriester, afhakt. De miniatuur is gevat in een boograam. De marges er rond zijn versierd met bloemen, een vogel, een vlieg, onderaan links een draakje en onderaan in het midden een wildeman.
De naastliggende bladzijde (folio 41r) is eveneens versierd met margeversiering rondom een tekstblok. In het tekstblok vinden we een gehistorieerde initiaal (H) met de Man van Smarten.
Binnen dit getijde worden de specifieke gebedsstonden ingeleid met een miniatuur van 14 lijnen  hoog (tenzij waar anders gemeld) op ongeveer ¾ van het tekstblok breed.
- Metten:  De gevangenneming van Christus (fol 40v); Man van Smarten (fol 41r)
- Lauden: Christus voor Pilatus (fol 46v)
- Priem: De geseling van Christus (fol 49v)
- Terts: De doornenkroning (fol 51v)
- Sext: De kruisdraging (fol 53v)
- None: Jezus sterft aan het kruis (fol 55v)
- Vesper: Bewening -13 lijnen (fol 57r)
- Completen: 	De graflegging (fol 59v)

Het gebruik van vergrote en versierde hoofdletters en van margedecoratie in goudinkt is analoog aan het Mariagetijde.

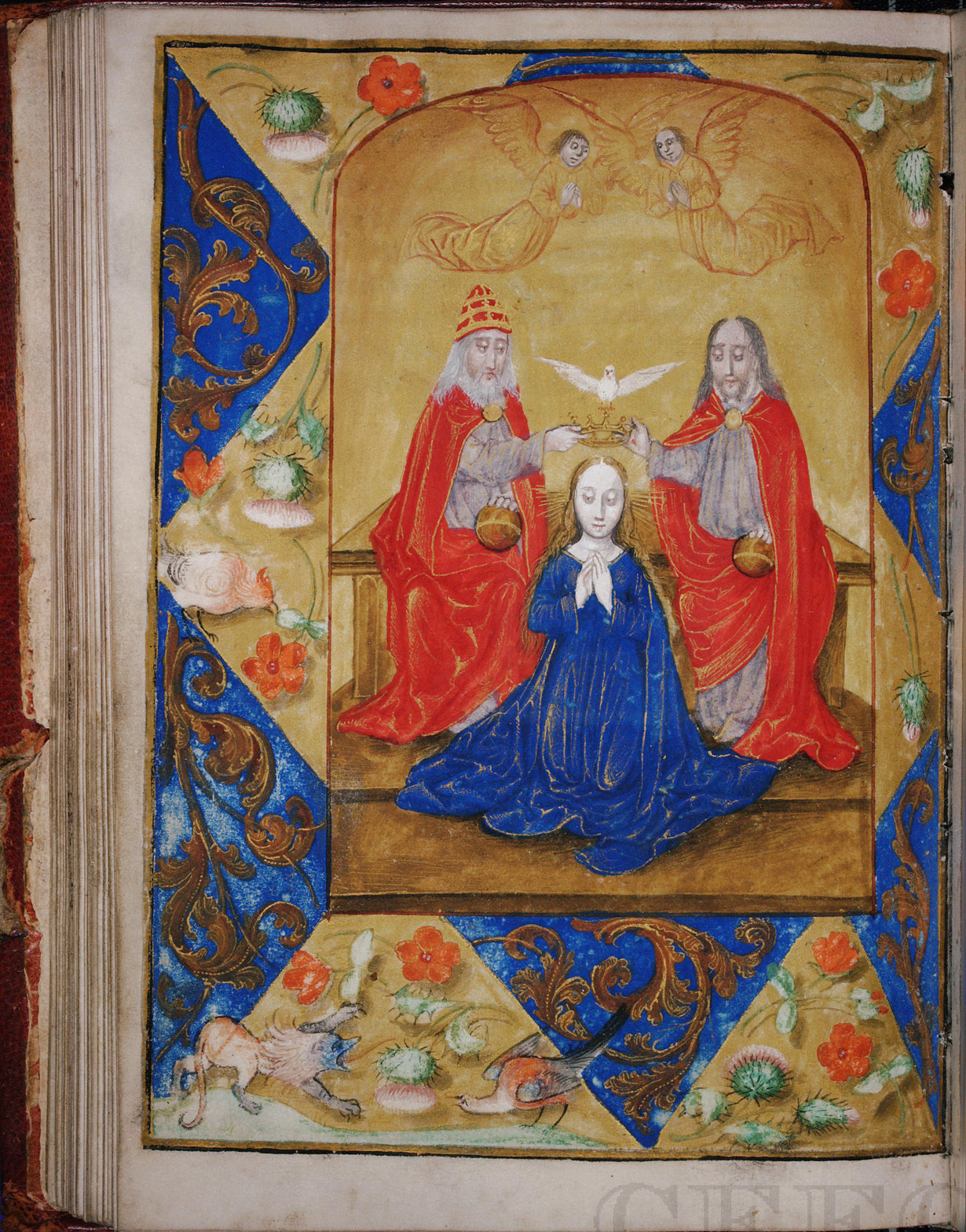
Codex 1117 f62v, de kroning van Maria door de heilige Drievuldigheid

### De getijden van de eeuwige wijsheid
De getijden van de eeuwige wijsheid komen niet voor in de Latijnse getijdenboeken maar uitsluitend in Middelnederlandse en Nederduitse getijdenboeken.
De Getijden van de Eeuwige Wijsheid werden, onder meer door Geert Grote, afgeleid uit de “Cursus de Aeterna Sapientia” van de dominicaan Heinrich Seuse (1295-1366). Heinrich Seuse had deze tekst geschreven geïnspireerd door zijn intensieve meditatie over de lijdende Christus. De “Cursus de Aeterna Sapientia” maakt deel uit van de “Horologium sapientiae”.
Er zijn nog andere vertalingen van de “Horologium sapientiae” bekend maar die bevatten niet de vertaling van de “Cursus de Aeterna Sapientia”. Grote heeft de “Cursus de Aeterna Sapientia” zeker niet letterlijk vertaald. Zo ontbreekt bv. de aanhef uit de Latijnse versie van Seuse: “Al wie begeert de eeuwige wijsheid als zijn vertrouwde bruid te bezitten moet voor haar deze getijden dagelijks devoot bidden”. Bij Geert Grote vindt men ook het volledige “Venite Exultemus” terwijl voor Seuse alleen het eerste vers moest gebeden worden. Grote voegde ook het “Te Deum laudamus” toe aan het einde van de metten. Andere lofzangen, zoals het Benedictus, het Magnificat en het Nunc dimittis worden bij Grote volledig uitgeschreven in tegenstelling met de versie van Seuse waar ze slechts door een gerubriceerde incipit zijn aangegeven. Ook het feit dat de getijden van de eeuwige wijsheid slechts voorkomen in het gebied waar de Windesheimse congregatie actief was, wijst naar Geert Grote. Dus hoewel het niet met zekerheid vaststaat dat deze vertaling kan toegewezen worden aan Geert Grote is dit toch als zeer waarschijnlijk te beschouwen.
Verluchting
De metten worden ingeleid met een volblad miniatuur (folio 62v) die de kroning van de Heilige Maagd door de Drievuldigheid voorstelt.
Maria zit geknield voor een altaar, de Vader aan haar rechterzijde en de Zoon aan haar linkerzijde houden beide met hun rechterhand de kroon boven haar hoofd. Boven de kroon zweeft de heilige Geest in de vorm van een duif. Twee engelen zweven boven de scène. De miniatuur is gevat in een kader met boog bovenaan en is omlijst met randversiering. De marges zijn verdeeld in driehoekige kleurvakken die verlucht zijn met de gebruikelijke acanthusranken, bloemen, insecten, vogels en dieren.
De volgende bladzijde (folio 63r) heeft een tekstblok met een gelijkaardige randversiering. In de versierde initiaal M (11 lijnen hoog), gevormd door acanthusranken wordt Christus voorgesteld als 'Salvator Mundi' (Redder der Wereld): in zijn linkerhand houdt hij een wereldbol, met de rechterhand maakt hij een zegenend gebaar.
Binnen dit getijde worden de specifieke gebedsstonden (behalve de metten) ingeleid met een gedecoreerde hoofdletter.
- Metten: Kroning van Maria door de Drievuldigheid (fol 62v); Christus zegenend met wereldbol 11 lijnen hoog (fol 63r)
- De andere gebedsstonden worden ingeleid met een gedecoreerd initiaal van 8 lijnen hoog.

Het gebruik van versierde en vergrote hoofdletters en margedecoratie voor het aanduiden van het begin van psalmen en andere gebeden is analoog aan wat we gezien hebben in de voorgaande getijden. Een uitzondering hier is de psalm in lauden en priem, die wel worden aangekondigd met een vergrote lombarde, maar zonder penwerkversiering.

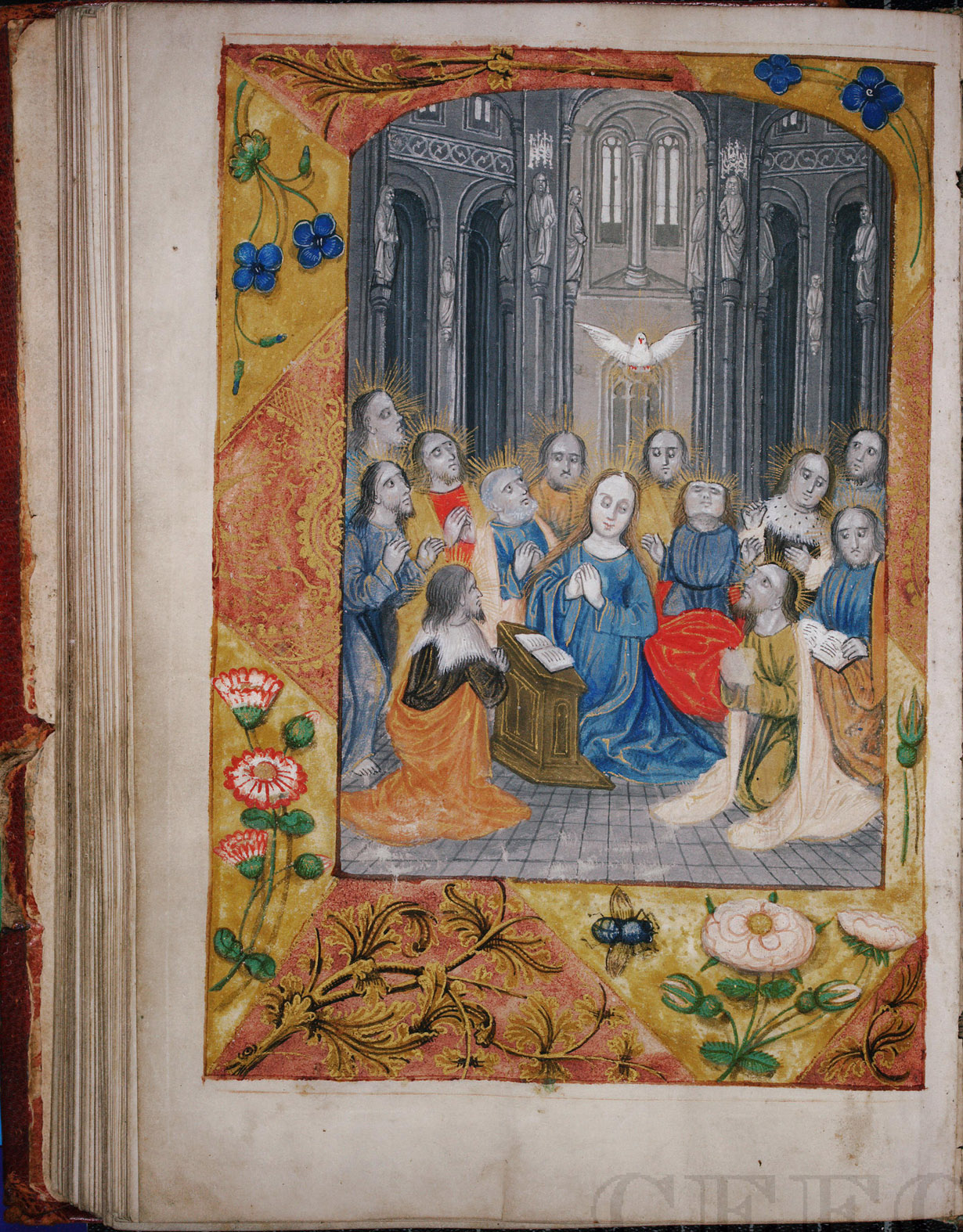
Codex 1117 f81v, de nederdaling van de Heilige Geest over Maria en de apostelen

### Officie van de Heilige Geest
De lange getijden of het officie van de Heilige Geest hebben de klassieke vorm van de uren zoals in de getijden van Onze Lieve Vrouw.
Verluchting
De metten worden ingeleid met een volbladminiatuur (folio 81v) die het Pinkstergebeuren voorstelt.
In een kerkgebouw zit Maria geknield aan een bidstoel omringd door de apostelen. De Heilige Geest in de vorm van een duif zweeft boven haar. De miniatuur is gevat in het klassieke rechthoekige kader met bovenaan een boog en is omzoomd met randversiering. De randversiering bestaat voornamelijk uit bloemen. Het kader is onderverdeeld in driehoeken. De naastliggende bladzijde (folio 81r) bevat een tekstblok met analoge randversiering, maar ditmaal voornamelijk met acanthusranken. De tekst vangt aan met een versierde letter H. De letter is uitgewerkt in acanthusranken en binnen de letter is de Heilige Geest als duif voorgesteld.
Binnen dit getijde worden de specifieke gebedsstonden (behalve de metten) ingeleid met een gedecoreerde hoofdletter van acht lijnen hoog.
Het gebruik van versierde en vergrote hoofdletters en margedecoratie voor het aanduiden van het begin van psalmen en andere gebeden is analoog aan wat we gezien hebben in het Mariagetijde. Ook hier zijn een paar uitzonderingen. Zo worden de kantieken in vespers en completen aangekondigd met een lombarde van 3  lijnen hoog. In de none is de collecta niet gemerkt door een vergrote hoofdletter.

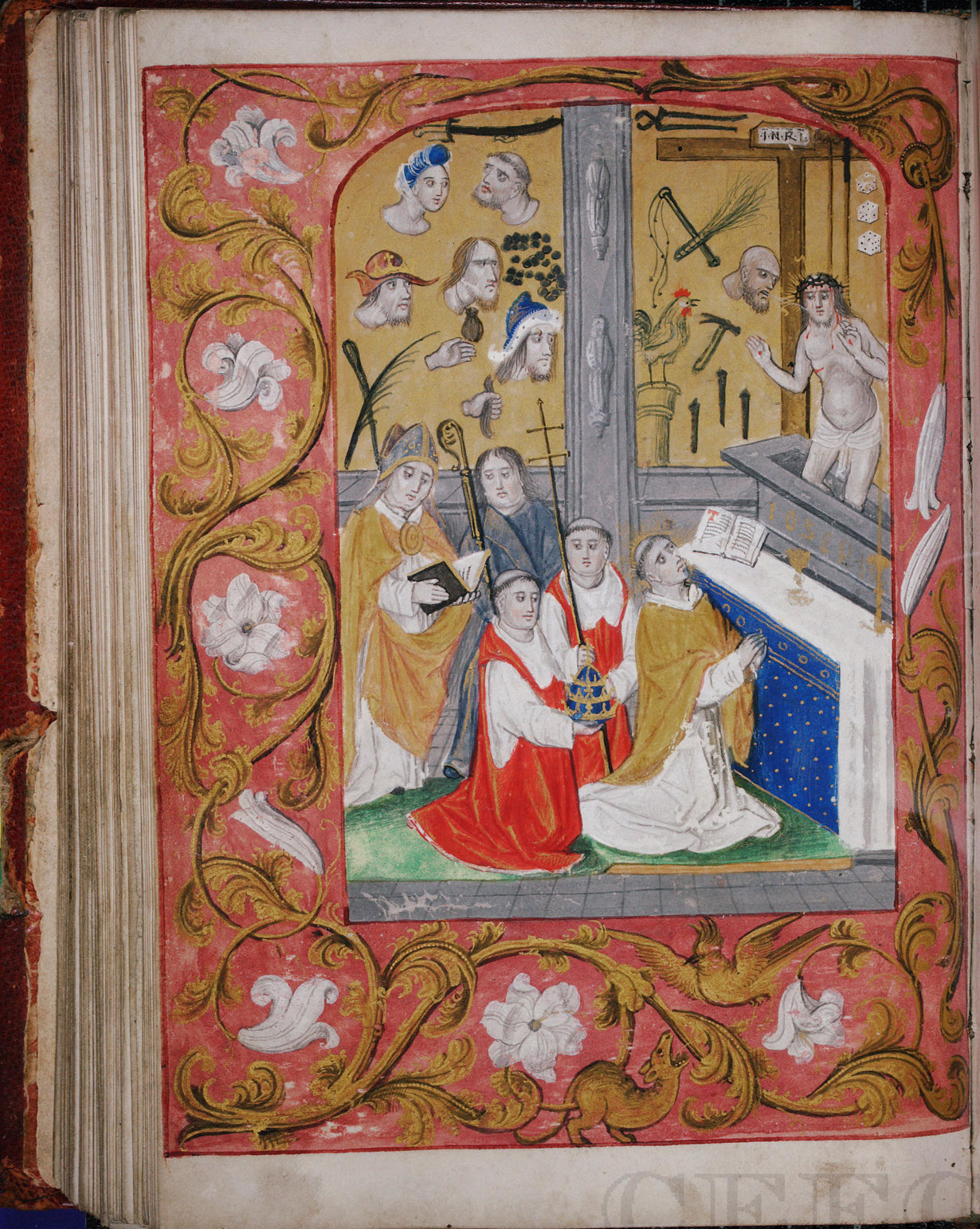
Codex 1117 f92v, Gregoriusmis

### Diverse gebeden en gebeden tot de heiligen
De gebeden tot de heiligen in desuffragia hebben de bedoeling om de tussenkomst van de betrokken heilige af te smeken. Ze hebben een vaste structuur namelijk eerst een hymne waar de heilige geloofd wordt voor zijn daden, gevolgd door een gebed waarin gevraagd wordt voor bijstand of voorspraak.
Verluchting
Het begin van de gebeden is geïllustreerd met een volbladminiatuur van de Gregoriusmis (fol 92v). De miniatuur toont paus Gregorius de Grote (±540-604) geknield voor het altaar met zijn gevolg. Christus staat op uit zijn graftombe en het bloed uit zijn zijde vloeit in de kelk op het altaar. In de achtergrond zijn de ‘werktuigen’ van Christus lijden afgebeeld: het kruis, de nagels, de zweep, de kraaiende haan van Petrus verraad etc. Merk op dat een dienaar van de paus de tiara draagt waar die pas ruim zeven eeuwen later werd ingevoerd en dan aanvankelijk slechts met één kroon. Het kader is zoals steeds een rechthoekig kader met boog bovenaan. De margeversiering bestaat uit acanthusranken met daartussen bloemen, een vogel opgeschrikt door een draakje. De tegenoverliggende bladzijde  (fol 93r) toont een gehistorieerde initiaal met het aangezicht van Christus en analoge randversiering rond het tekstblok.
Elk van de andere gebeden, behalve de negen aflaatgebeden, het gebed voor de engel bewaarder, het gebed tot een apostel en de communie gebeden, is geïllustreerd met een miniatuur  met een afbeelding van de heilige, van 15 lijnen hoog en ongeveer ¾ van het tekstblok breed (tenzij anders gemeld).
De eerste letter van elk gebed is vergroot en versierd met penwerk, tussen de drie en vijf lijnen hoog. Op sommige folio’s is er gouden penwerk aangebracht als randversiering (Maria, de ‘eyghen enghel’ en de gebeden voor en na de communie). Bijlage 5 geeft een gedetailleerd overzicht hiervan.
Inhoud
- Negen aflaatgebeden

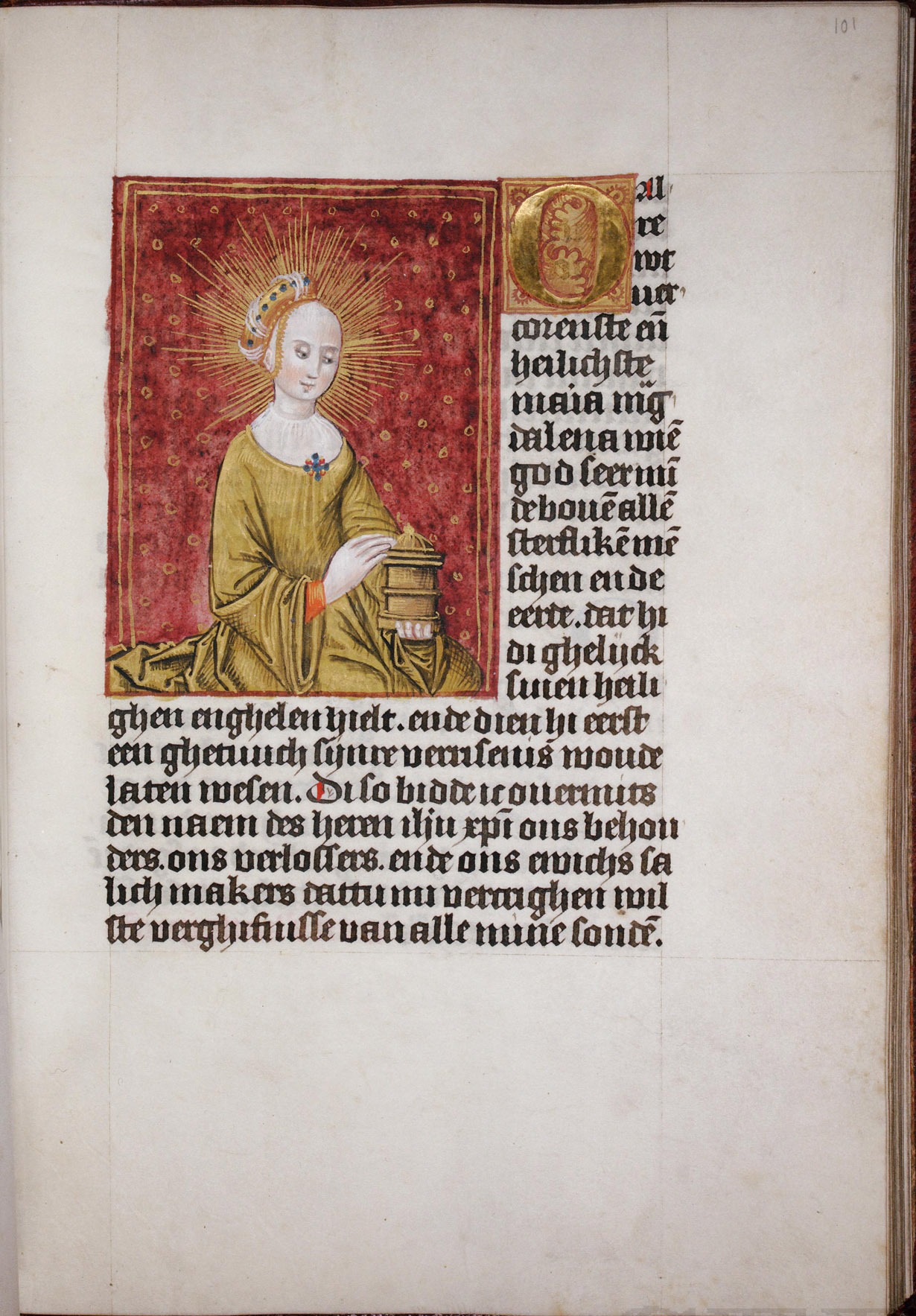
Codex 1117 f101r, Maria Magdalena

- Gebed tot de zoete naam Jezus van Vincent Ferrer O.P. (fol 94v); Gehistorieerde initiaal met zegenend Jezuskind met de aardbol in de linkerhand. (11 lijnen)
- Aflaatgebed tot Maria.  (fol 96r): Maria met Jezuskind in een stralenkrans op de maansikkel
- Gebeden tot de H. Anna. (fol 97v): St. Anna te drieën.
- Gebed tot de ‘eyghen enghel’ (fol 98v): Gedecoreerde W  - 5 lijnen hoog
- Gebed ‘van enen apostel’ (fol 99r): Gedecoreerde O  - 5 lijnen hoog
- Gebeden tot de H. Franciskus. (fol 100r): Franciskus met de stigmata.
- Gebeden tot de H. Magdalena. (fol 101r): Magdalena met balsemkruik.
- Gebeden tot de H. Catharina. (fol 102r): Catharina met kroon, zwaard en rad.
- Gebeden tot de H. Barbara.  (fol 103r): Knielende Barbara met boek en toren.
- Gebed voor de communie: Gedecoreerde O  - 5 lijnen hoog (fol 104r)
- Gebed na de communie: Gedecoreerde O  - 5 lijnen hoog (fol 105v)

Het feit dat de heiligen die in het Keulse getijdenboek worden aanroepen, op de H. Franciscus na, allemaal vrouwen zijn wijst in de richting van een vrouwelijke opdrachtgeefster. Het is een wilde veronderstelling dat Franciscus dan haar patroonheilige zou zijn en dat de opdrachtgeefster van het Keulse getijdenboek misschien Francesca heette. Meer voor de hand liggend zou kunnen zijn dat het getijdenboek bedoeld was voor een klooster van de franciscaner orde.

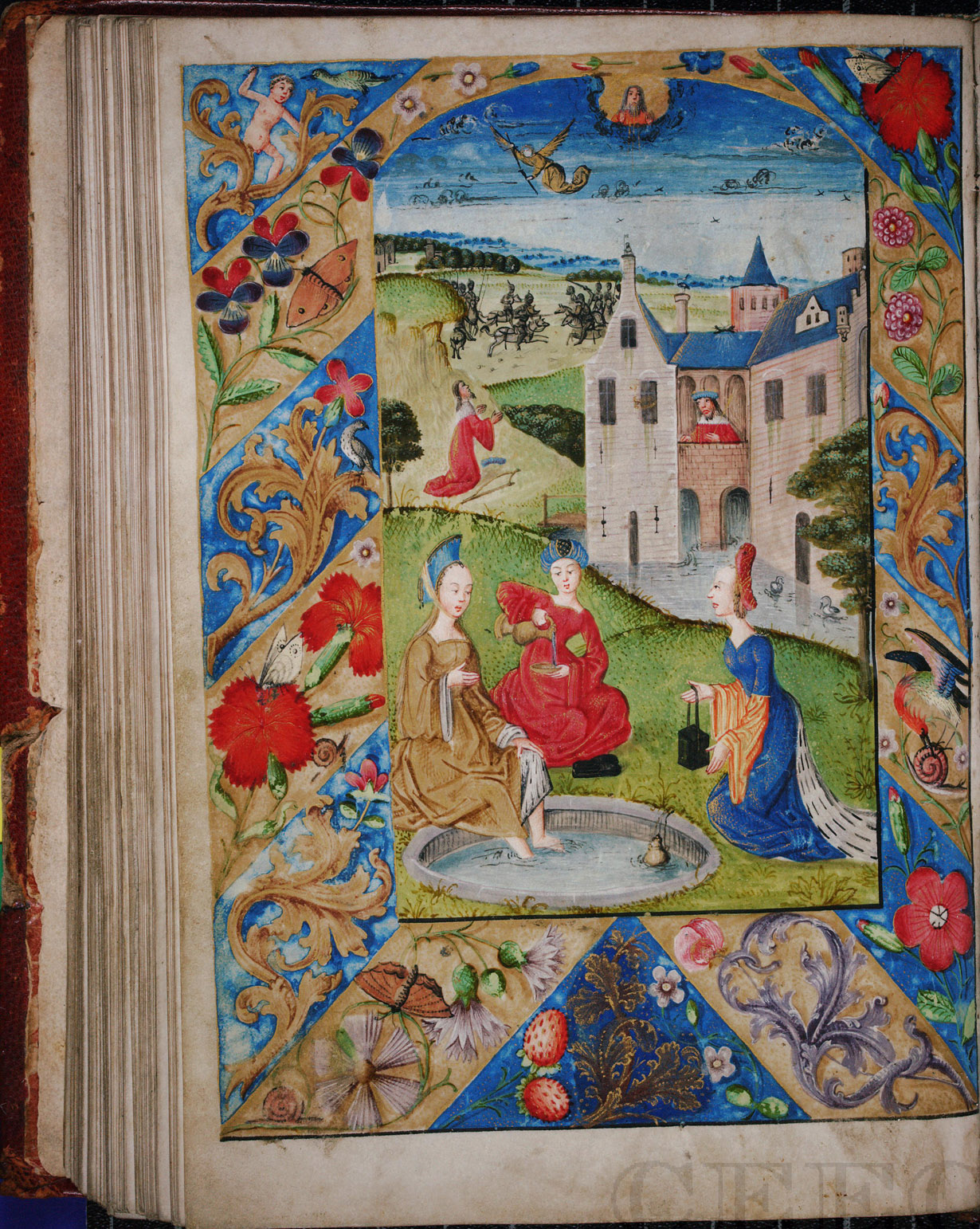
Codex 1117 f107v, Het bad van Bathseba

### De zeven boetepsalmen
De denkwereld van de modale middeleeuwer  werd beheerst door angst voor de eeuwige straf die hij zou oplopen voor zijn begane zonden of omwille van de erfzonde in het algemeen.
Boete en boetedoening stonden dus centraal in de religieuze praktijk. Slechts door het tonen van berouw en middels de biecht kon men de redding van zijn ziel bewerken.
Het dagelijks reciteren van de zeven boetepsalmen (de psalmen 6, 31, 37, 50, 101, 129 en 142 in overeenstemming met de Vulgaat) was een belangrijk middel om boete te doen. Men nam aan dat koning David deze zeven psalmen had geschreven voor zijn eigen boetedoening waardoor ze werden opgenomen in het dagelijks koorgebed. Vanuit het brevier werden ze overgenomen naar het getijdenboek.
De boetepsalmen werden gelezen bij de ziekenzalving en tijdens de stervensbegeleiding en de uitvaart. Men kon ze ook reciteren op bijzondere kerkelijke feestdagen zoals Aswoensdag. Men las de boetepsalmen uiteraard ook om zijn eigen zonden te bekennen en zijn berouw te tonen. Hoe belangrijk boete en berouw waren kan men afleiden uit het feit dat de boetepsalmen in nagenoeg elk getijdenboek waren opgenomen.
Na de psalmen volgt de litanie van alle heiligen. In de litanie worden de heiligen gesmeekt om voor ons tussen te komen bij de Almachtige. Een aantal heiligen wordt bij naam vermeld met telkens de bede ‘bid voor ons’. De litanie begint met het Kyrie. Daarna worden de Vader, de Zoon en de Heilige Geest aanroepen, gevolgd door de heilige maagd Maria en de aartsengelen en engelen.
De heiligen die dan volgen worden onderverdeeld in categorieën volgens de kerkelijke hiërarchie. Eerst komen de apostelen, evangelisten en leerlingen van Christus. Ze worden gevolgd door de Onnozele Kinderen. Daarna komen de martelaren met de heilige Stefanus als eerste. Vervolgens zijn de belijders (confessoren) aan de beurt met normalerwijze paus Sylvester I als eerste. De belijders zijn gerangschikt volgens functie: pausen, doctors, bisschoppen, abten, priesters,  monniken etc. Na een algemene aanroeping van monniken en heremieten volgen de vrouwelijke heiligen waar normalerwijze de vrouwen die een rol speelden in het leven van Christus vooraan komen. In het voorliggende getijdenboek blijkt dit niet het geval te zijn.
In sommige litanieën wordt aan de apostelen en leerlingen soms een lokale bisschop toegevoegd. De lijst van de belijders is meestal het interessantste gedeelte omdat ze wordt aangevuld met lokale heiligen die elders niet of minder bekend zijn. Ook de volgorde kan een aanduiding zijn voor het diocees waarvoor het getijdenboek bestemd was in die zin dat de lokale heiligen vooraan komen te staan. Zo zal men bijvoorbeeld in getijdenboeken voor het diocees Utrecht bijna steeds St. Martijn vinden die St. Silvester voorafgaat. Ook in het Keulse getijdenboek is dat het geval. De lijst van de maagden wordt soms uitgebreid met de deugden (geloof, hoop, naastenliefde en wijsheid).
In veel getijdenboeken werden de boetepsalmen ingeleid door een miniatuur van een tot God biddende David, maar vanaf het laatste kwart van de vijftiende eeuw werd het populair om de badende Bathseba af te beelden. De badende Bathseba die door David was bespied lag immers aan de basis van Davids schuld, namelijk de moord op haar echtgenoot, de legeroverste Uria. In het Keulse handschrift is de badscène wel zeer zedig gehouden, normalerwijze werd een naakte Bathseba afgebeeld.
In vroegere getijdenboeken werden de boetepsalmen dikwijls ingeleid met een miniatuur die het Laatste Oordeel voorstelde. Toen deze voorstelling gaandeweg vervangen werd door de boetedoende David en later door het bad van Bathseba, werd de illustratie van het Laatste Oordeel gebruikt als inleiding op het dodenofficie omdat men de voorstelling van het Laatste Oordeel toch wou behouden.
Verluchting
Het begin van de boetepsalmen is geïllustreerd met een volbladminiatuur van het Bad van Bathseba (fol 107v) met David in het waterslot rechts. Op de achtergrond is een biddende David en een gevechtsscène afgebeeld. Een engel in de lucht steekt zijn zwaard in de schede. Op de rechterzijde (fol 108r) een gedecoreerde initiaal (Letter H 11 lijnen hoog) en randversiering. De psalmen 31 tot en met 142 worden aangegeven met een gedecoreerde initiaal van 3 lijnen hoog. Deze miniatuur is zoals hoger gezegd niet geschilderd door de miniaturist(en) die verantwoordelijk was voor de rest van de verluchting maar kan worden toegewezen aan een van de miniaturisten gekend onder de naam van Suffragieënmeesters.
Zoals in het Mariagetijde, wordt de eerste letter van elke psalm vergroot en met penwerk versierd. Alternerend loopt de penwerkversiering door in de marge of is de marge versierd met penwerk in goudinkt. Het begin van de litanie wordt gemerkt met een lombarde van 2 lijnen hoog evenals de twee afsluitende collecta’s.
Inhoud
- Ps.6: Heer in dinre verbulghenheit; f108r
- Ps.31: Salich sijn die gheen die hoer boesheiden sijn vergheuen; f108v
- Ps.37: Heer in dijnre verbulghentheit en straffe mi niet; f109v
- Ps.50: God ontferme di mijnre; f110v
- Ps.101 : Heer verhoer mijn ghebet; f112r
- Ps.129: Heer vanden diepen heb ic gheropen tot di; f113v
- Ps.142: Heer verhoor mijn ghebet vernim mit dinen oren mine bede; f114r
- Litanie f114v

In de litanie gaat bij de belijders ‘Sinte Martijn’ de heilige Sylvester vooraf wat de Utrechtse kalender bevestigt.

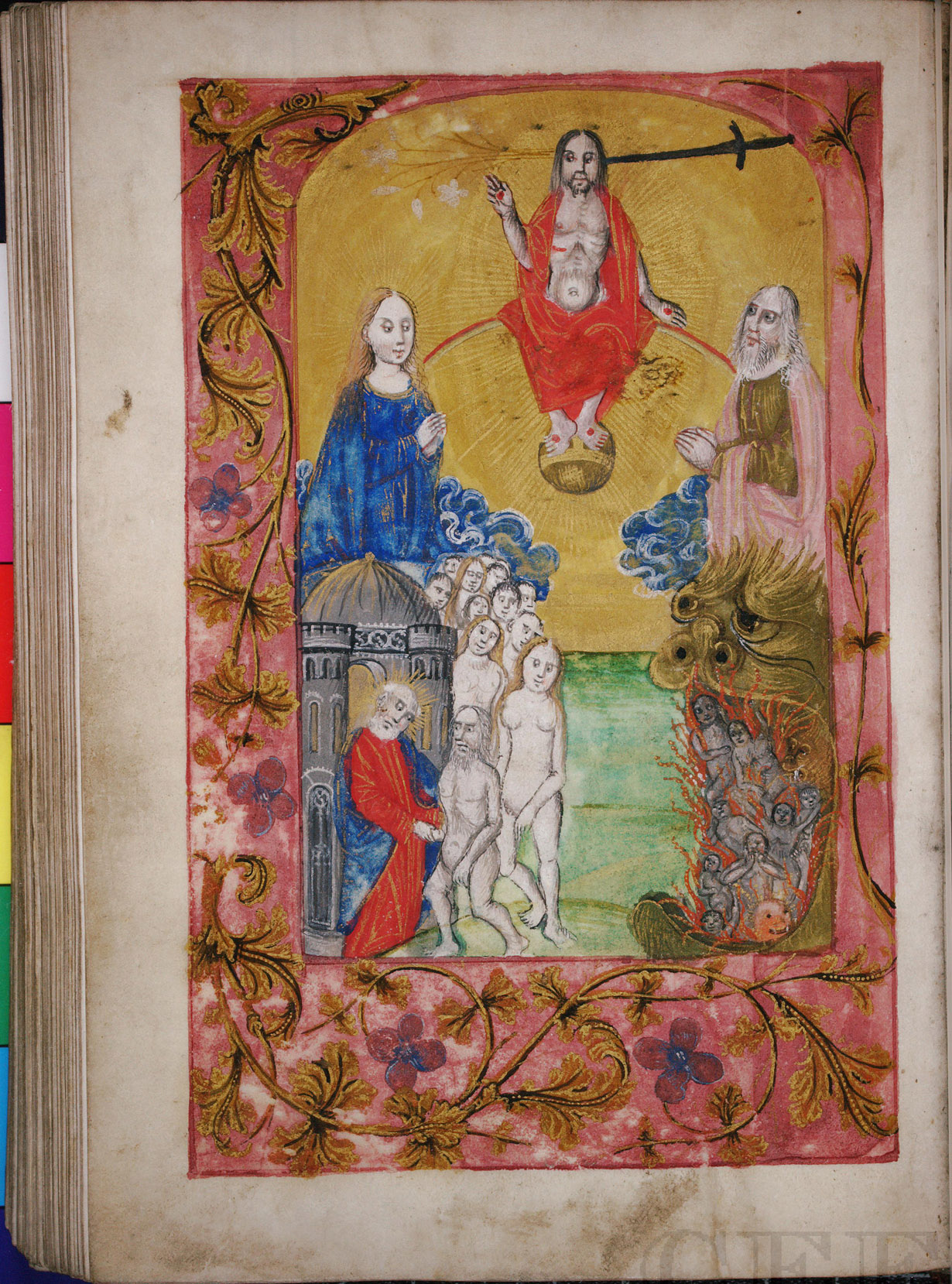
Codex 1117 f124v, het laatste oordeel

### Dodenofficie
Het dodenofficie of het ‘Vigilie van negen lezingen’ zijn gebeden voor een goede dood en voor de afgestorvenen in de vorm van Metten en Lauden.
De dodenvigilie werd ook van het brevier overgenomen naar het getijdenboek. Oorspronkelijk was de dodenvigilie bedoeld als uitvaartdienst voor een medebroeder in het klooster. De tekst werd door de geestelijken rond de baar van de overledene gereciteerd.
Hij bestond uit vesper, metten en lauden en werd dan normalerwijze gevolgd door een requiemmis en de bijzetting op het kerkhof.
In het getijdenboek werd de tekst naast de dodenwake gebruikt om door het bidden van het dodenofficie de tijd te bekorten die de afgestorven geliefden in het  vagevuur moesten doorbrengen. In het getijdenboek werden slechts de metten en de lauden bewaard.
Het was gewoonte om het dodenofficie te lezen op de derde, de zevende en de dertigste dag na het overlijden en bij de jaargedachtenissen.
Verluchting
In het Keulse getijdenboek wordt deze sectie ingeleid met een volbladminiatuur (fol 124v) die het Laatste Oordeel voorstelt, met boven in de hemel Christus als opperrechter met het zwaard (gerechtigheid) en de lelie (barmhartigheid) gezeten op een regenboog. Aan zijn rechterzijde Maria en aan zijn linkerzijde Johannes de Doper. Onderaan links (rechts van Christus) zien we Petrus die de zaligen binnenleidt in de hemelpoort en rechts (links van Christus) de hellemond met de verdoemden.
Op de rechterbladzijde (folio 125r) is de beginletter M uitgewerkt in acanthusranken. Beide folia hebben de gebruikelijke randversiering op folio 124v rond de miniatuur en op folio 125r rond het tekstblok.
Het gebruik van versierde hoofdletters en margedecoratie is hier totaal verschillend van de andere secties van de codex. De psalmen beginnen met een vergrote lombarde van 3 lijnen hoog die niet versierd is met penwerk. De lessen beginnen met een lombarde (onversierd) van 2 lijnen hoog. Goudwerk in de marge samen met een met penwerk versierde lombarde (3 lijnen hoog) wordt gebruikt om het begin van de nocturnes in de metten aan te duiden en om het begin van de metten te merken. Het begin van de lezingen (lessen) in elke nocturne wordt aangegeven door goudwerk in de marge. In de lauden zijn de psalmen gemerkt met een lombarde van 3 lijnen hoog, maar blijkbaar is men dit voor drie psalmen vergeten. Twee daarvan zijn zelfs niet gerubriceerd en dus niet uit de context als aparte psalm herkenbaar.

## Handschriften
Er zouden meer dan 800 getijdenboeken in het Middelnederlands bewaard zijn gebleven, maar enkele bijzondere hiervan vindt men hieronder.
- Brusselse handschrift Brussel, Koninklijke Bibliotheek, 3040
- Getijdenboek naar Geert Grote, ‘s Heerenberg, Stichting Huis Bergh, HS05
- Getijdenboek van de Meester van Catharina van Kleef en Lieven van Lathem, Den Haag, Museum Meermanno
- Haagse handschrift, ’s-Gravenhage Nationale bibliotheek HS. 133 E21
- Middelnederlands getijdenboek, Diocesane- en Dombibliotheek Keulen, Codex 1117 Zoek naar Codex 1117
- Münchens handschrift, München, Staatsbibliothek, Codex germ. 185
- Munsters handschrift, Munster, Paulinische Bibliothek Codex hs. 419 (783)